# Meeting de Paris
Meeting de Paris, tidigare  Meeting Areva och Meeting Gaz de France, är en årlig friidrottstävling i Paris som är en av de fjorton deltävlingarna i IAAF:s Diamond League. Tävlingen hade premiär 1999.